# 巴塞尔城墙

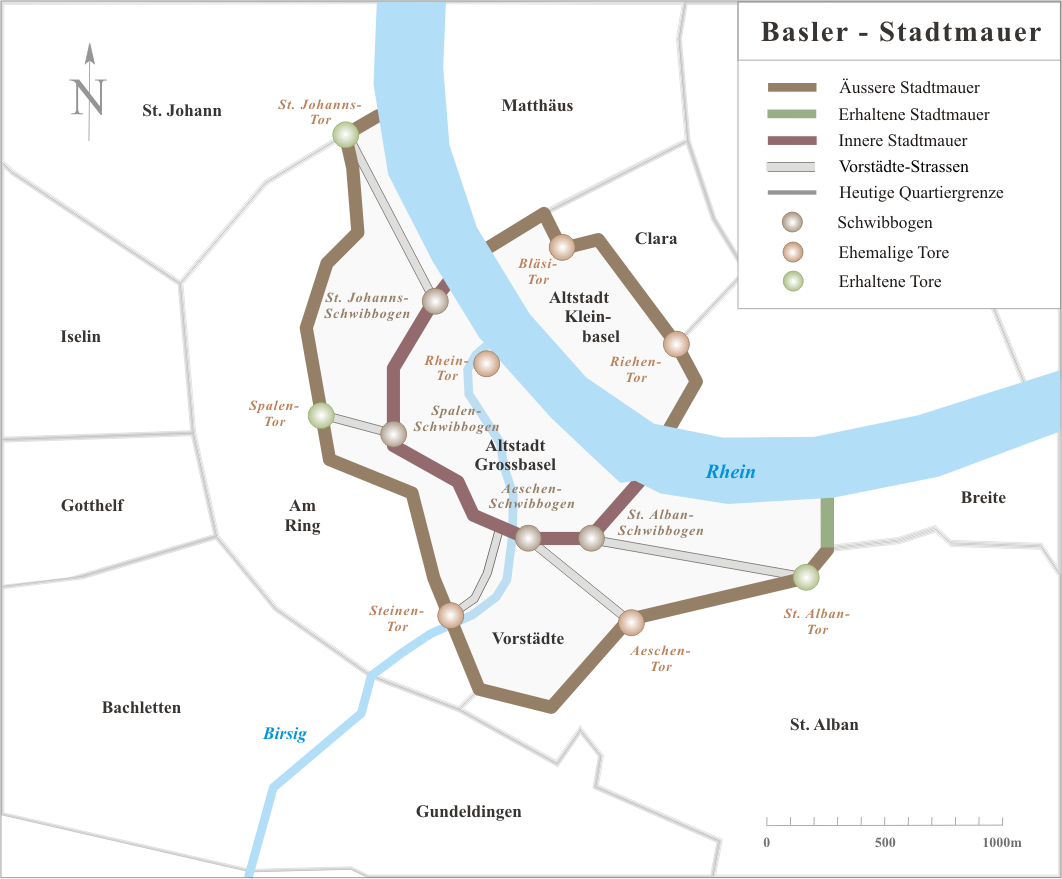

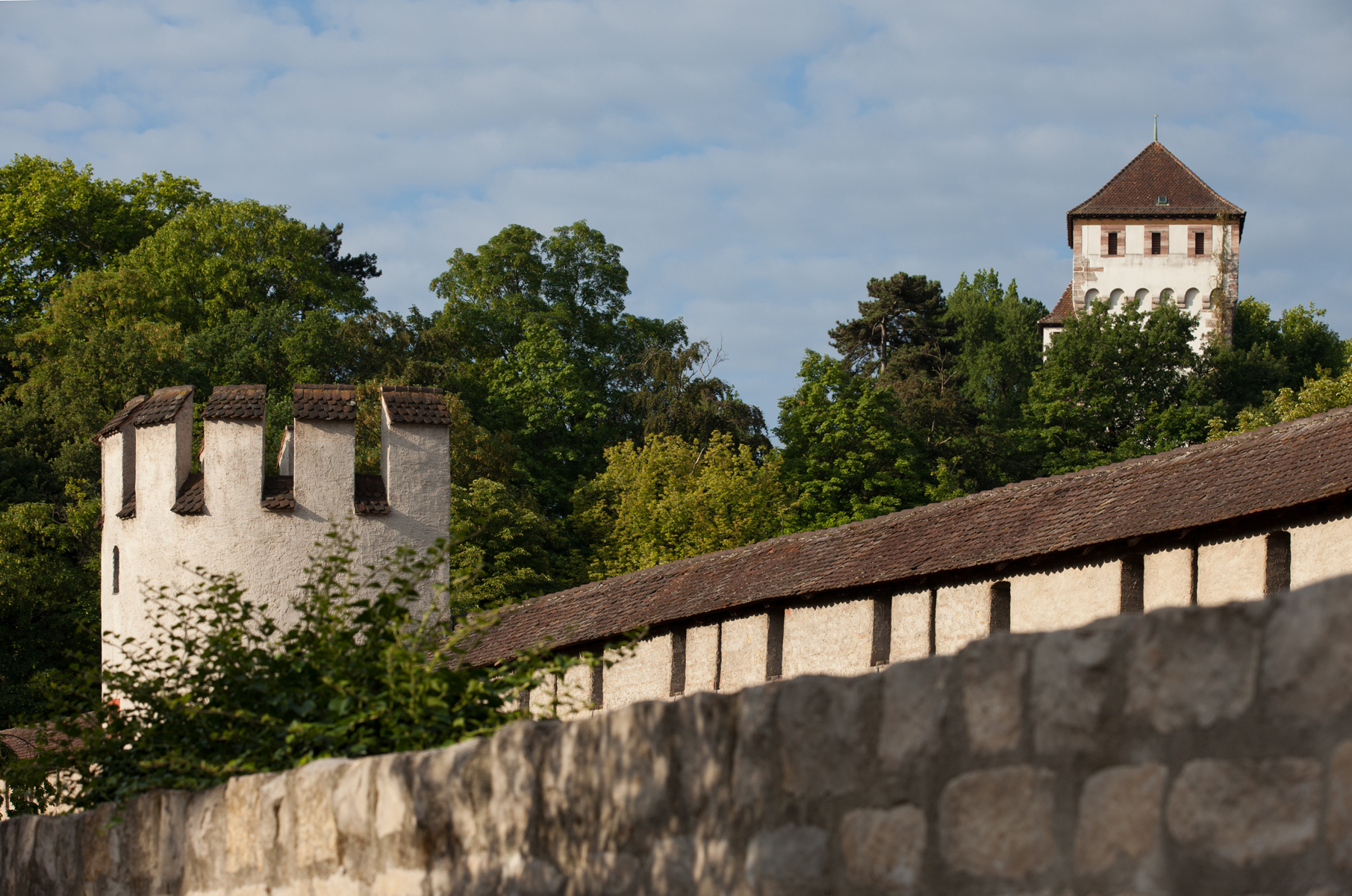

巴塞尔城墙（德语：Basler Stadtmauer）是瑞士城市巴塞尔的城墙遗址，位于该市的市中心。它最早由主教Burkhard von Fenis建于约1080年 。在1230年左右建造的城墙称为“内城墙”。1362年，由于城市扩展，又兴建了一道“外城墙”；在1398年完成。1859年，当局决定拆除城墙，仅保存了三个城门和一小段城墙，被保存作为城市遗产的一部分。
现存的三个城门是：
- 斯巴伦门（德语 Spalentor)
- 圣奥尔本门（德语 St. Alban-Tor）
- 圣约翰门（德语 St. Johanns-Tor）

已经拆除的城门包括：
- 灰烬门（德语Aeschentor）
- 莱茵门（德语 Rheintor）
- 布拉休斯门（德语Bläsitor）西岸
- 里恩门（德语Riehentor）西岸
- 施泰嫩门（德语Steinentor）

其他建筑物包括：
- 托马斯塔（德语：Thomasturm）
- Letzi塔